# Renzo Garcés
Renzo Renato Garcés Mori (ur. 12 czerwca 1996 w Pucallpie) – peruwiański piłkarz występujący na pozycji środkowego obrońcy, reprezentant Peru, od 2024 roku zawodnik Alianzy Lima.